# Cúcuta Deportivo
Maillots
Actualités
Dernière mise à jour : 13 mars 2024.
Le Cúcuta Deportivo est un club de football colombien basé à Cúcuta, dans le département Norte de Santander. 
Fondé en 1924, il se développe dans la première division du football colombien, dont il remporte le championnat pour la première fois en 2006. En 2007, il atteint les demi-finales de la Copa Libertadores avant de perdre face au Boca Juniors
Le club a aussi gagné trois championnats en deuxième division nationale durant les saisons de 95-96, de 2005 et de 2018.

## Palmarès
- Championnat de Colombie (1) 
  - Champion : 2006 (F)
- Championnat de Colombie de deuxième division
  - Champion : 1996, 2005 et 2018

## Anciens joueurs
- Hugo Lóndero
- Juan Ramón Verón
- Diego Cabrera
- Faustino Asprilla
- Arnoldo Iguarán
- Rolando Serrano
- Macnelly Torres
- Albeiro Usuriaga
- Róbinson Zapata
- Raúl Noriega
- Blas Pérez
- César Cueto
- Guillermo La Rosa
- Juan Ramón Carrasco
- Schubert Gambetta
- Juan Eduardo Hohberg
- Aníbal Ruiz
- Sergio Santín
- Eusebio Tejera
- Bibiano Zapirain